# Обершеффольсайм
Обершеффольсайм (фр. Oberschaeffolsheim) — коммуна на северо-востоке Франции в регионе Гранд-Эст (бывший Эльзас — Шампань — Арденны — Лотарингия), департамент Нижний Рейн, округ Страсбур, кантон Ленгольсайм. До марта 2015 года коммуна административно входила в состав упразднённого кантона Мюндольсайм (округ Страсбур-Кампань).
Площадь коммуны — 9,3 км², население — 2137 человек (2006) с тенденцией к росту: 2244 человека (2013), плотность населения — 241,3 чел/км².

## Население
Население коммуны в 2011 году составляло 2155 человек, в 2012 году — 2200 человек, а в 2013-м — 2244 человека.
| 1962 | 1968 | 1975 | 1982 | 1990 | 1999 | 2006 | 2008 | 2011 | 2012 | 2013 |
| ---- | ---- | ---- | ---- | ---- | ---- | ---- | ---- | ---- | ---- | ---- |
| 1129 | 1125 | 1047 | 1700 | 2037 | 2088 | 2137 | 2128 | 2155 | 2200 | 2244 |

Динамика населения:

## Экономика
В 2010 году из 1440 человек трудоспособного возраста (от 15 до 64 лет) 1026 были экономически активными, 414 — неактивными (показатель активности 71,3 %, в 1999 году — 71,4 %). Из 1026 активных трудоспособных жителей работал 971 человек (481 мужчина и 490 женщин), 55 числились безработными (37 мужчин и 18 женщин). Среди 414 трудоспособных неактивных граждан 162 были учениками либо студентами, 174 — пенсионерами, а ещё 78 — были неактивны в силу других причин.

## Достопримечательности (фотогалерея)

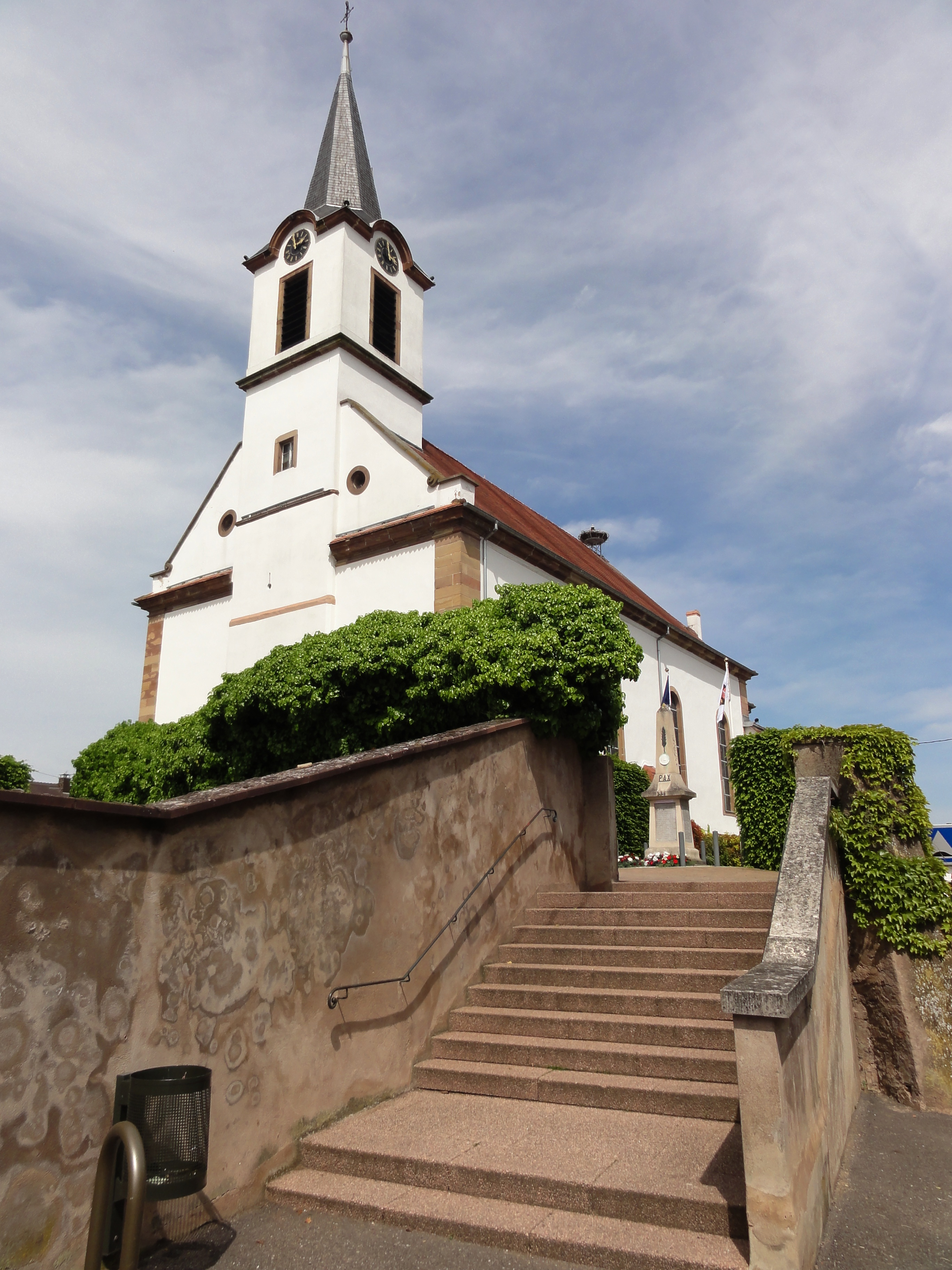
Церковь
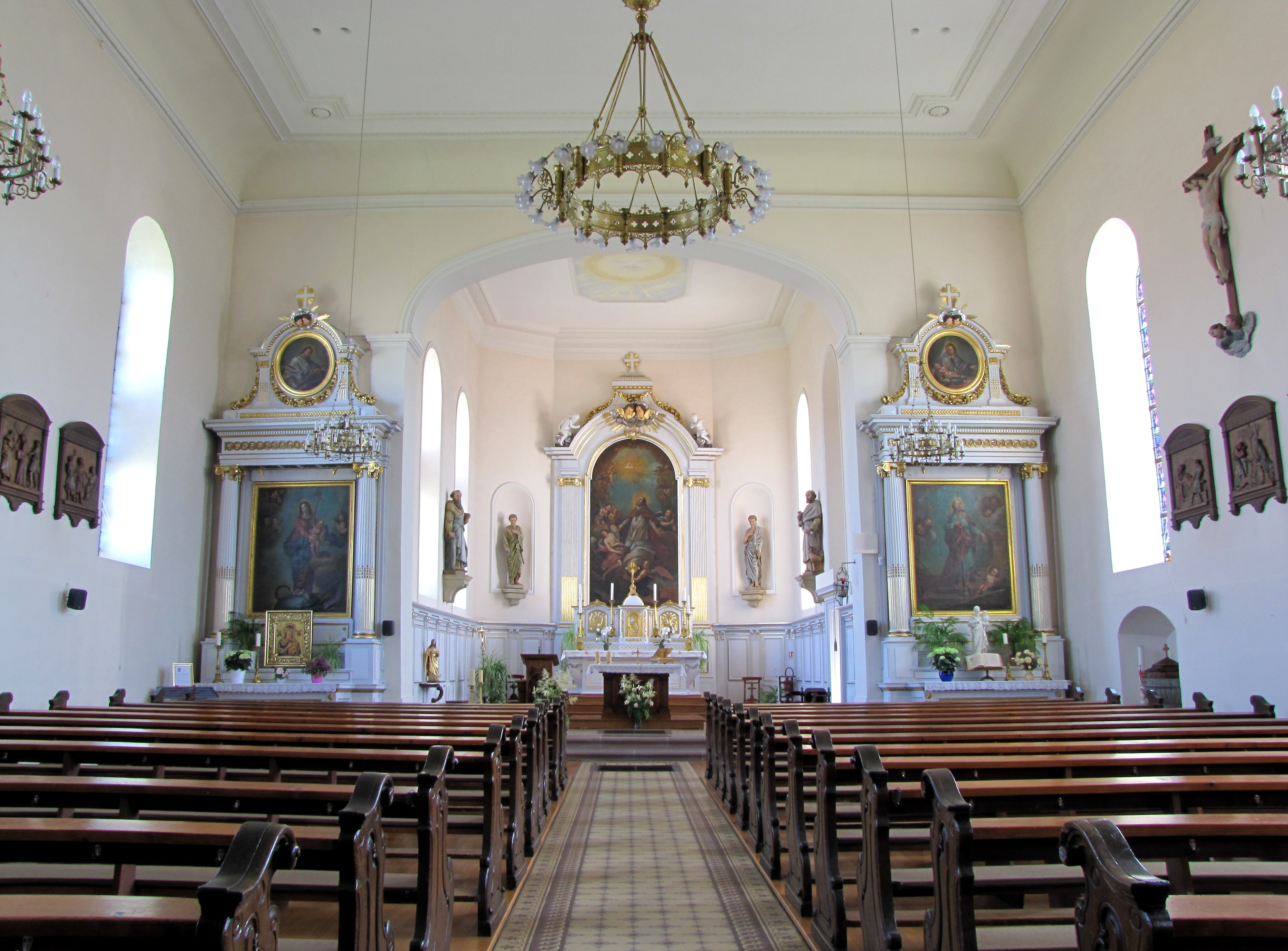
Интерьер, вид на алтарь
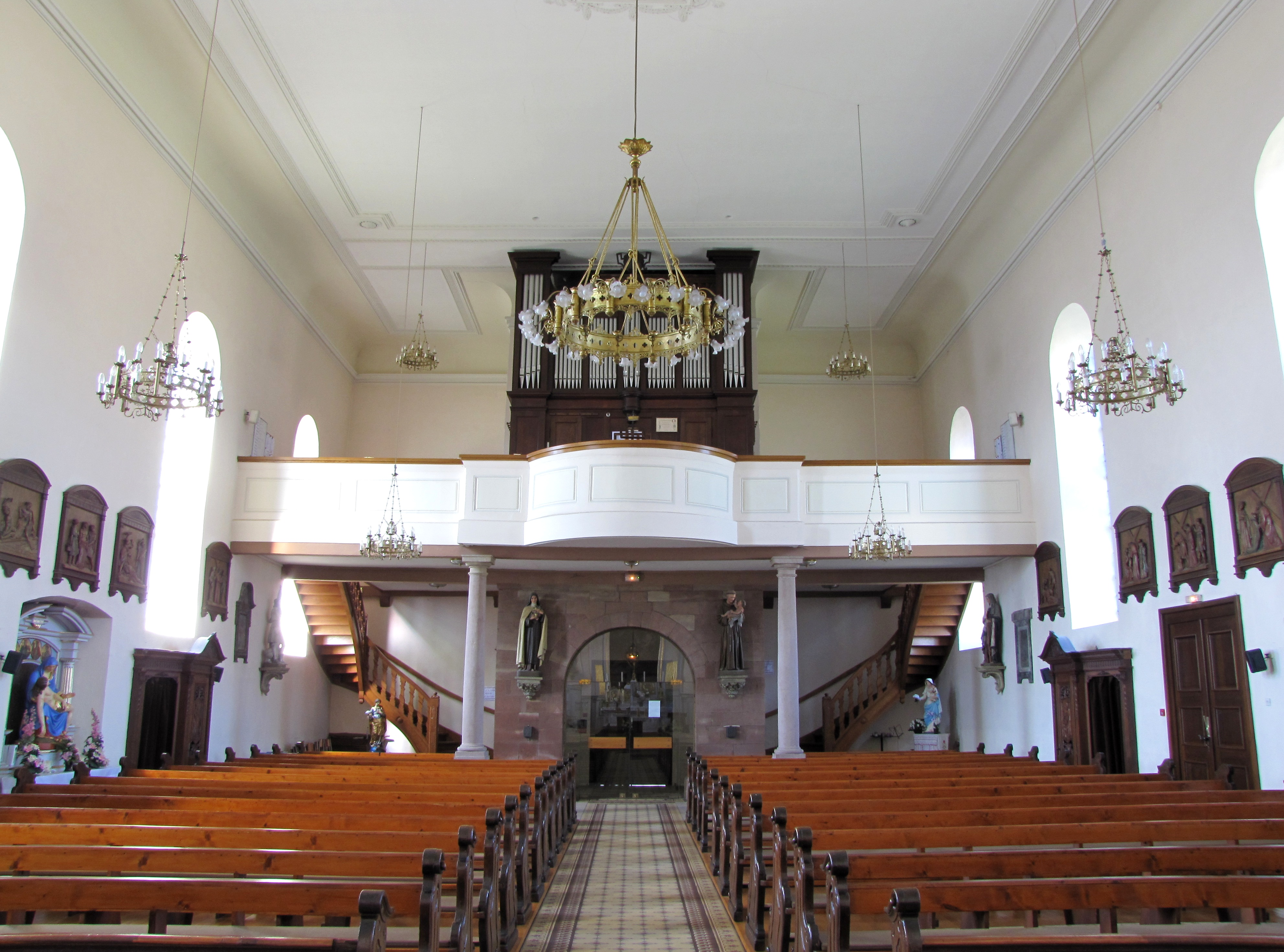
Интерьер, вид на орган
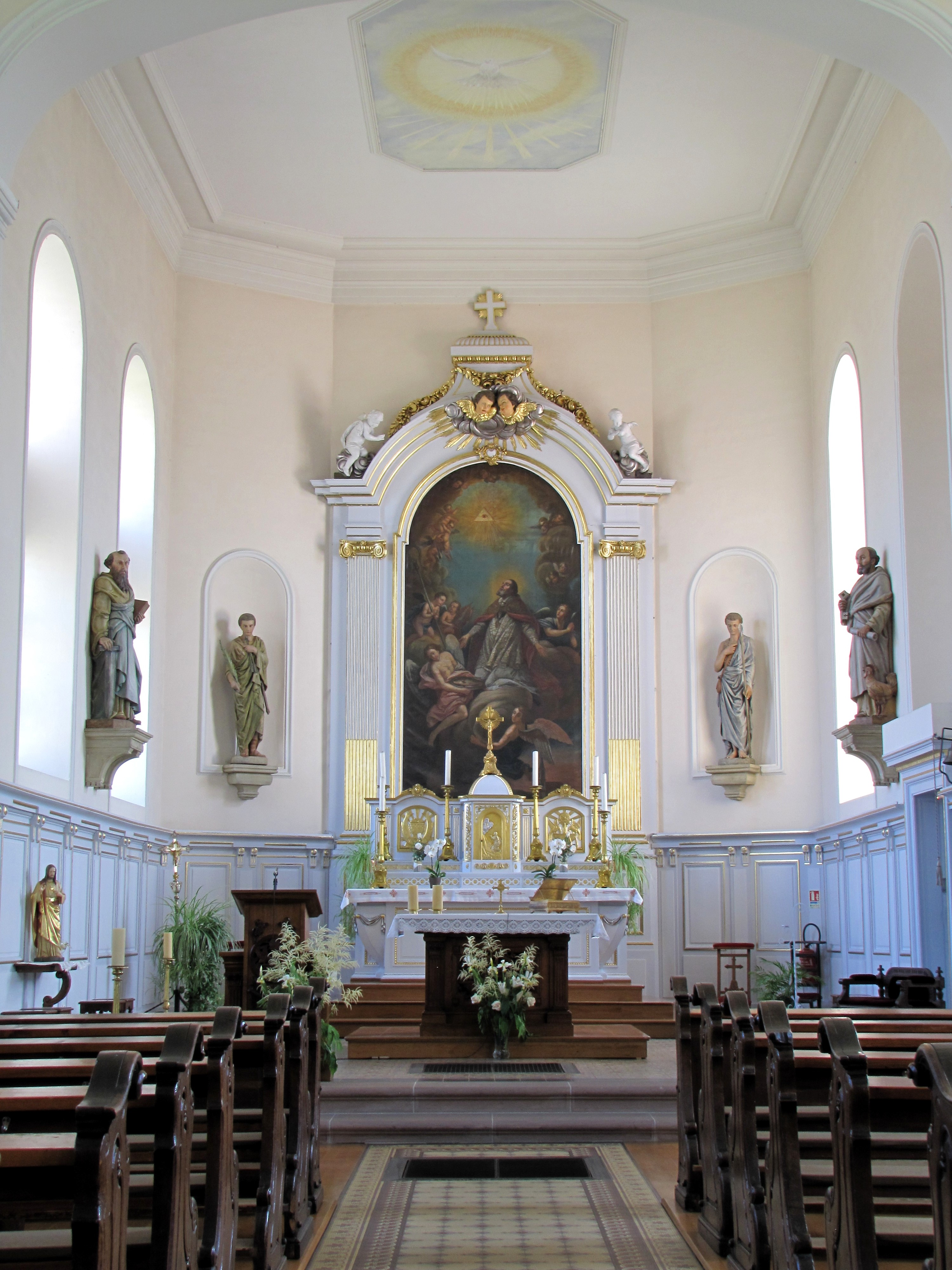
Главный алтарь
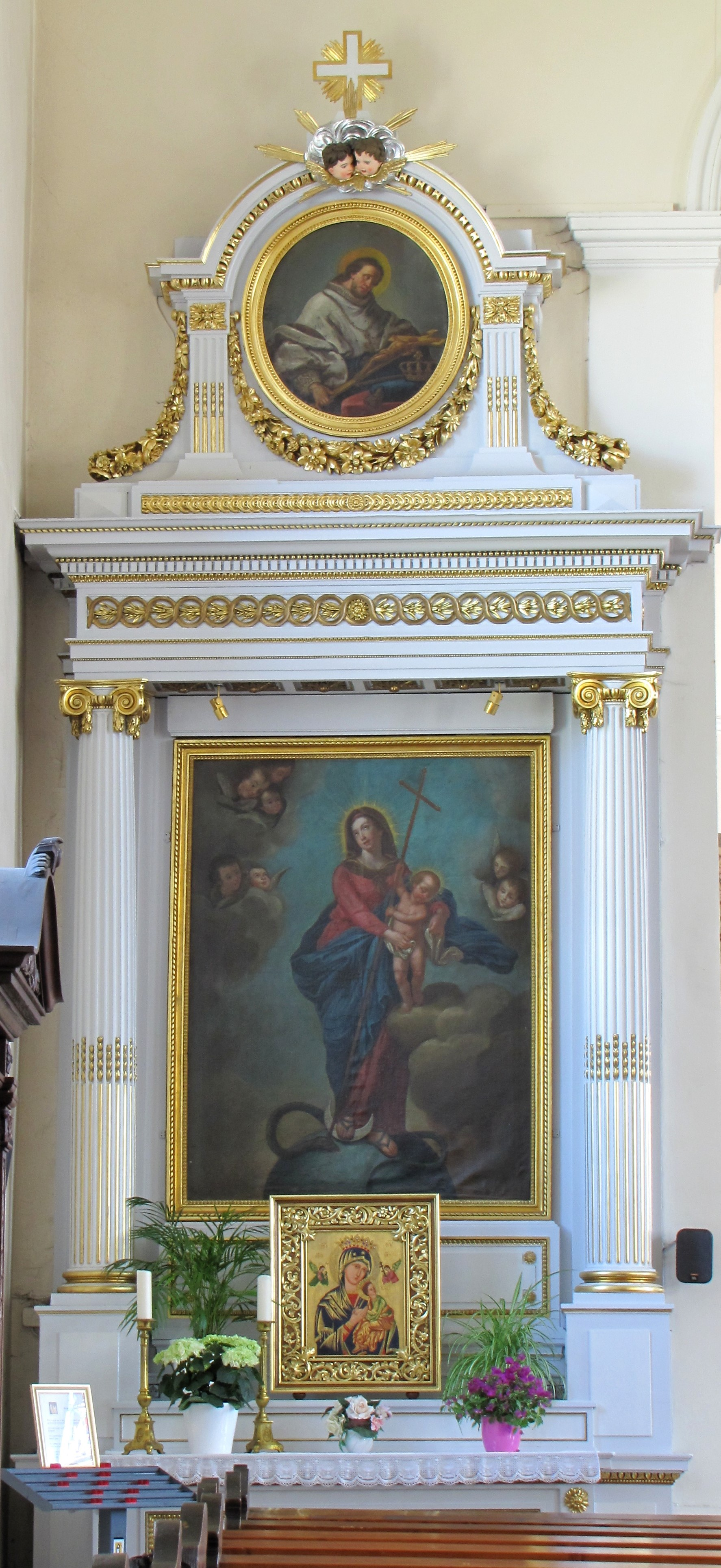
Икона Девы Марии
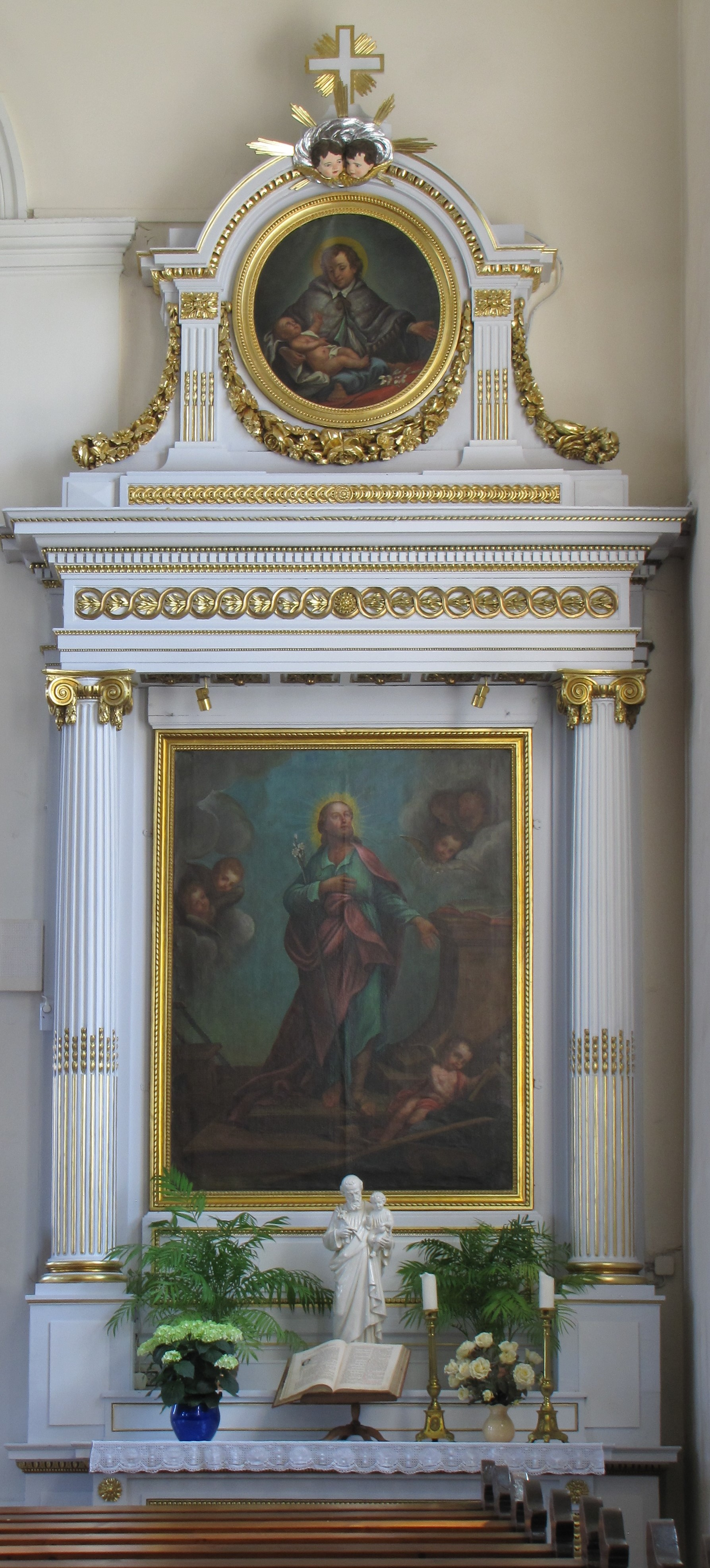
Икона святого Иосифа
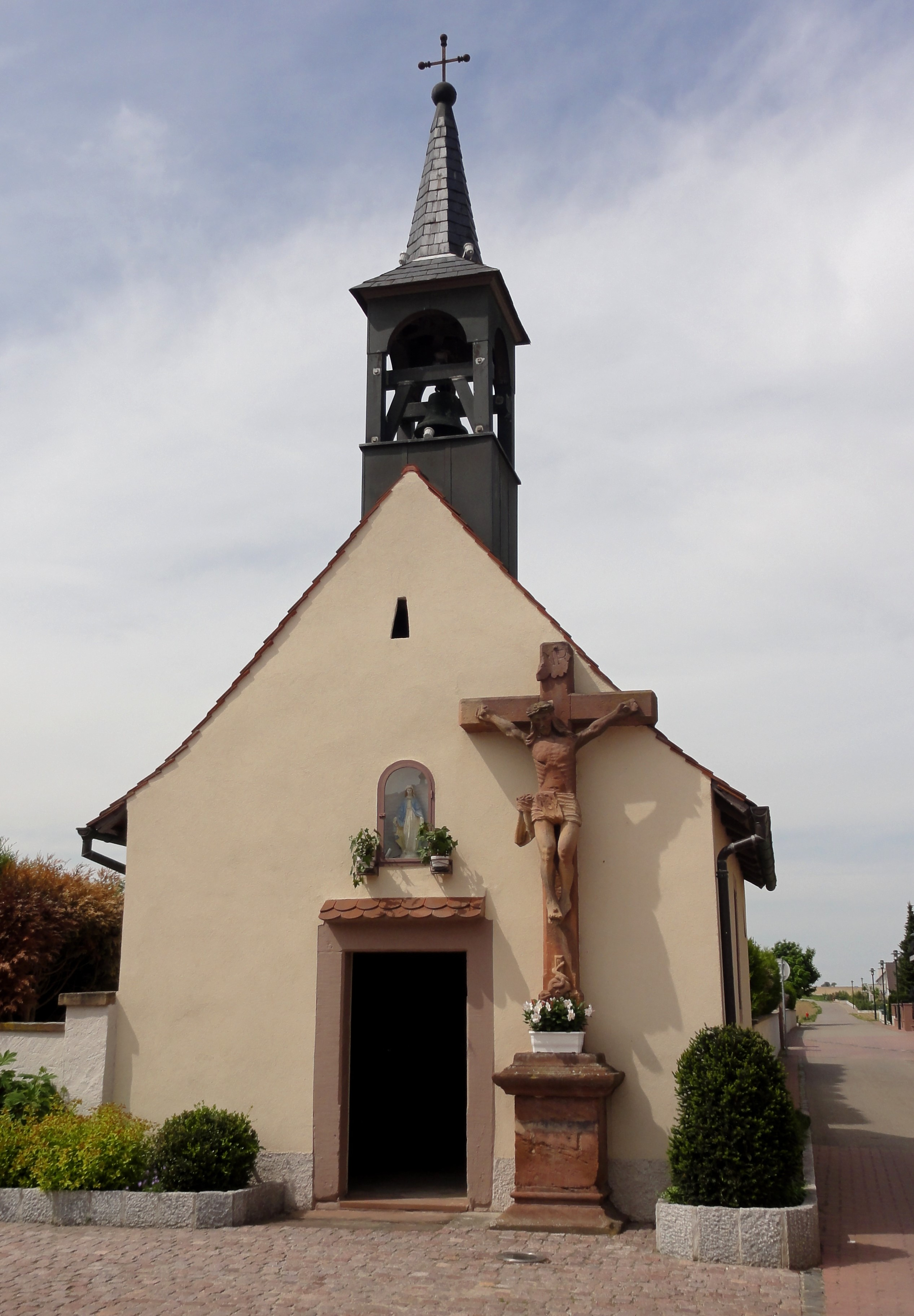
Часовня Нотр-Дам
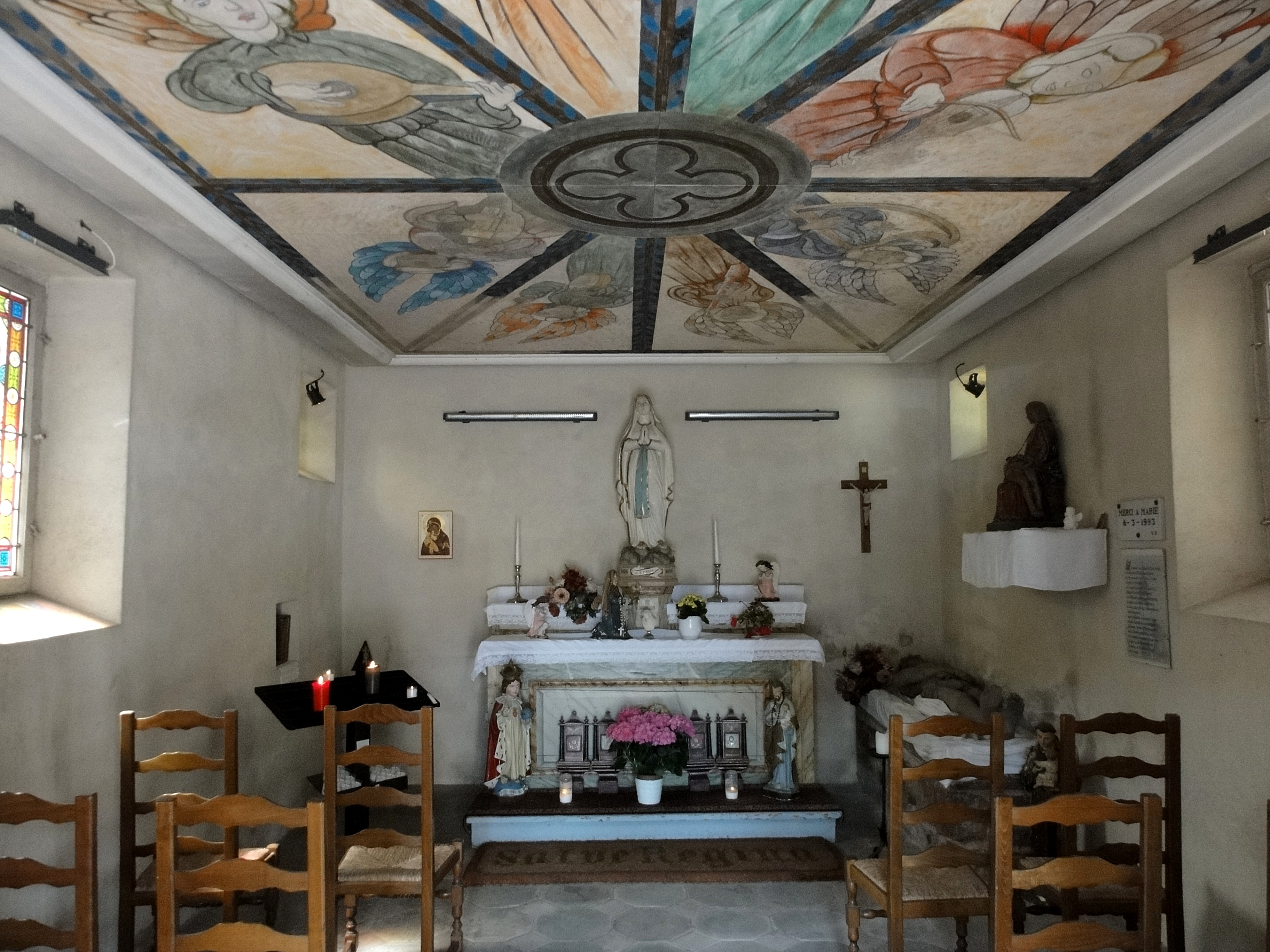
Интерьер
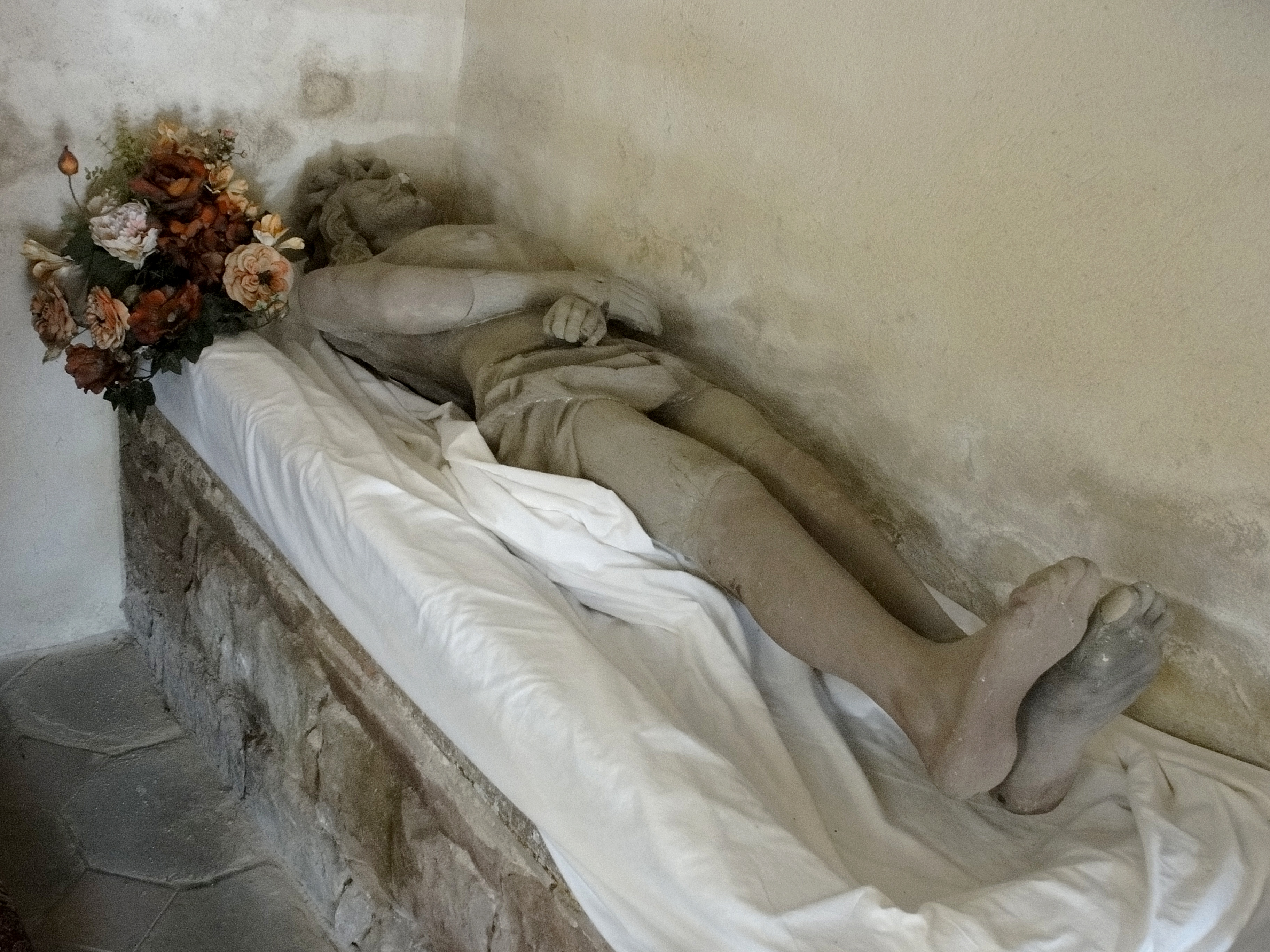
Статуя Христа в гробу
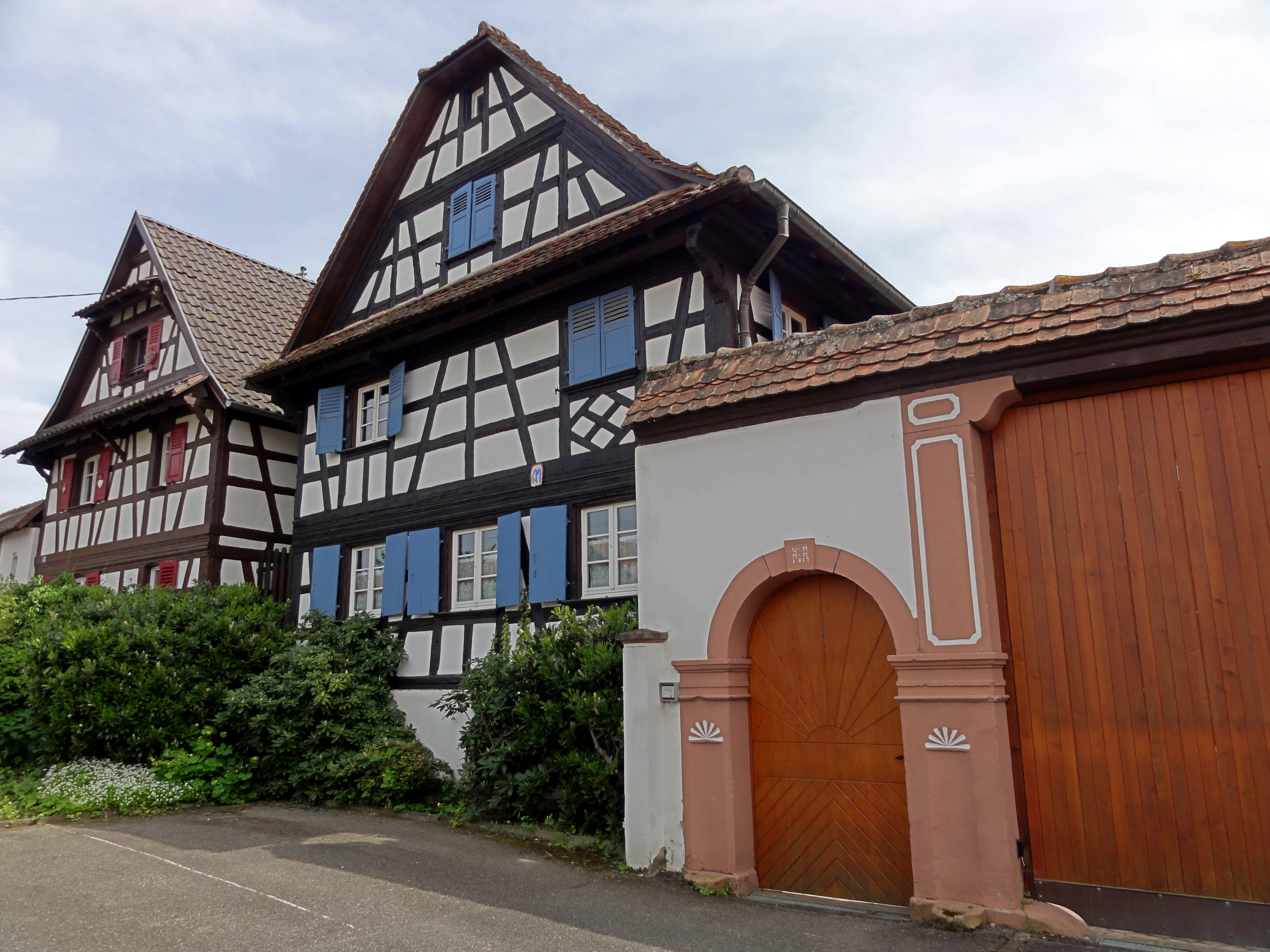
Фахверковый дом
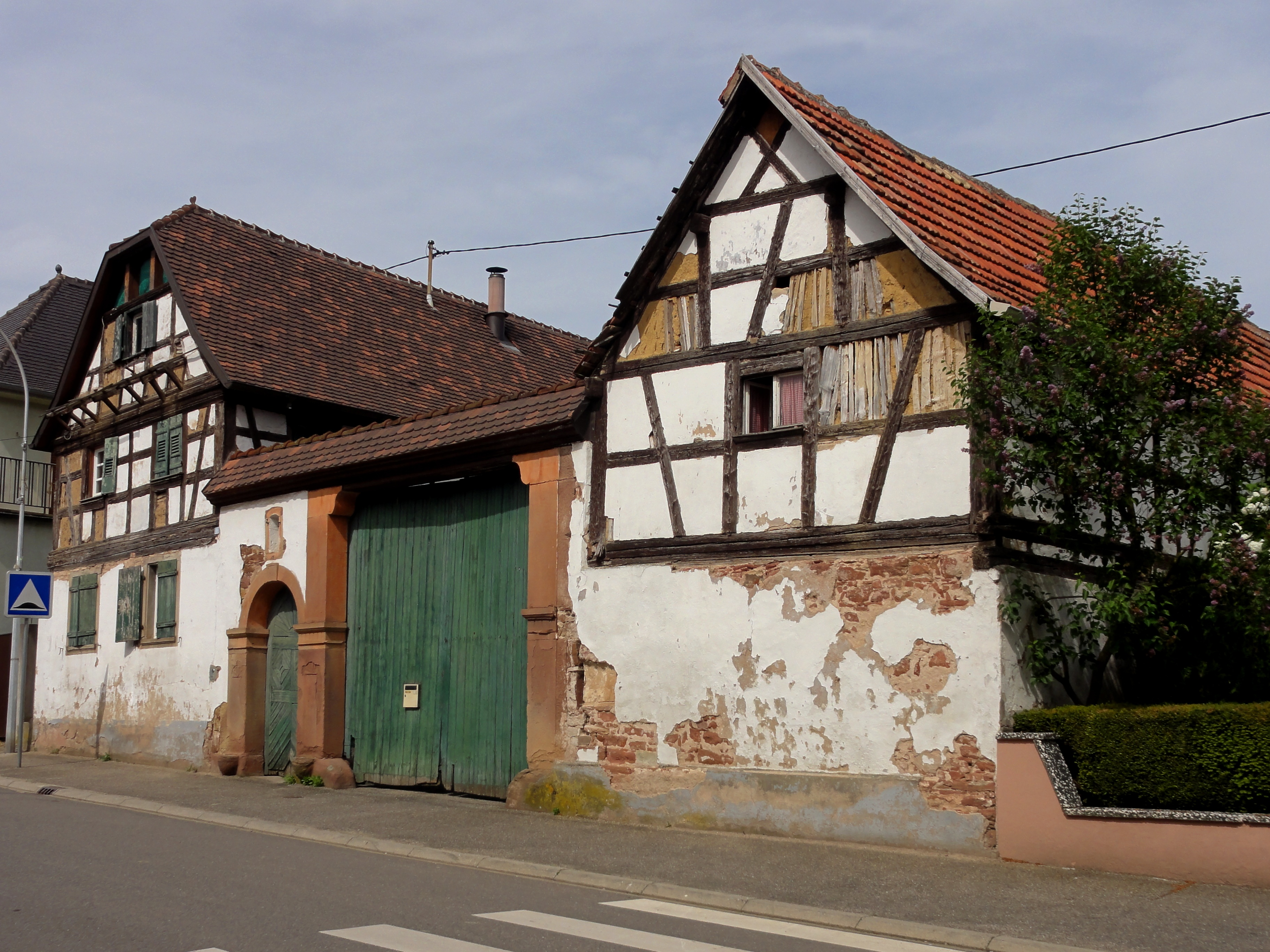
Старая ферма
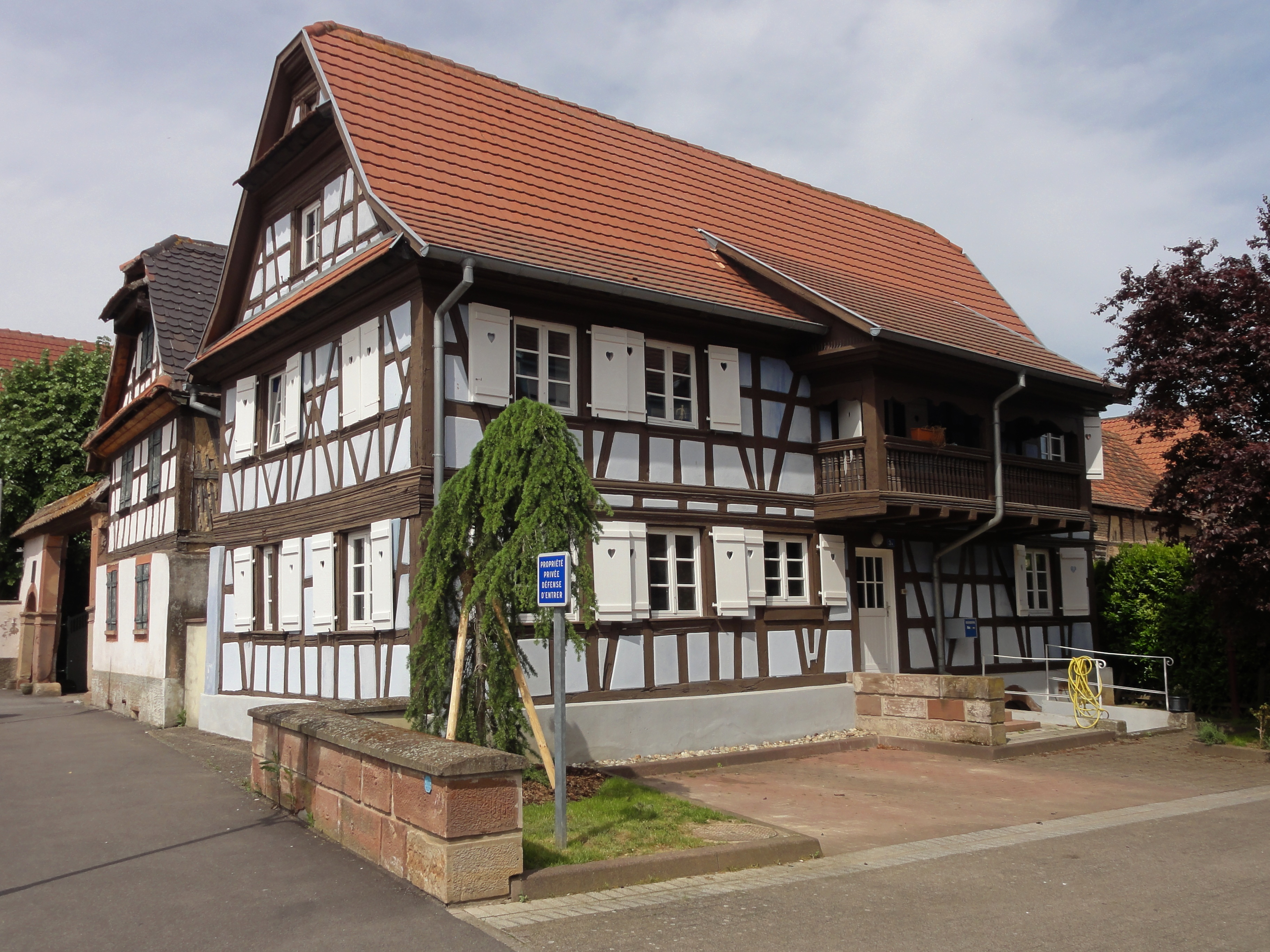
Фахверковый дом
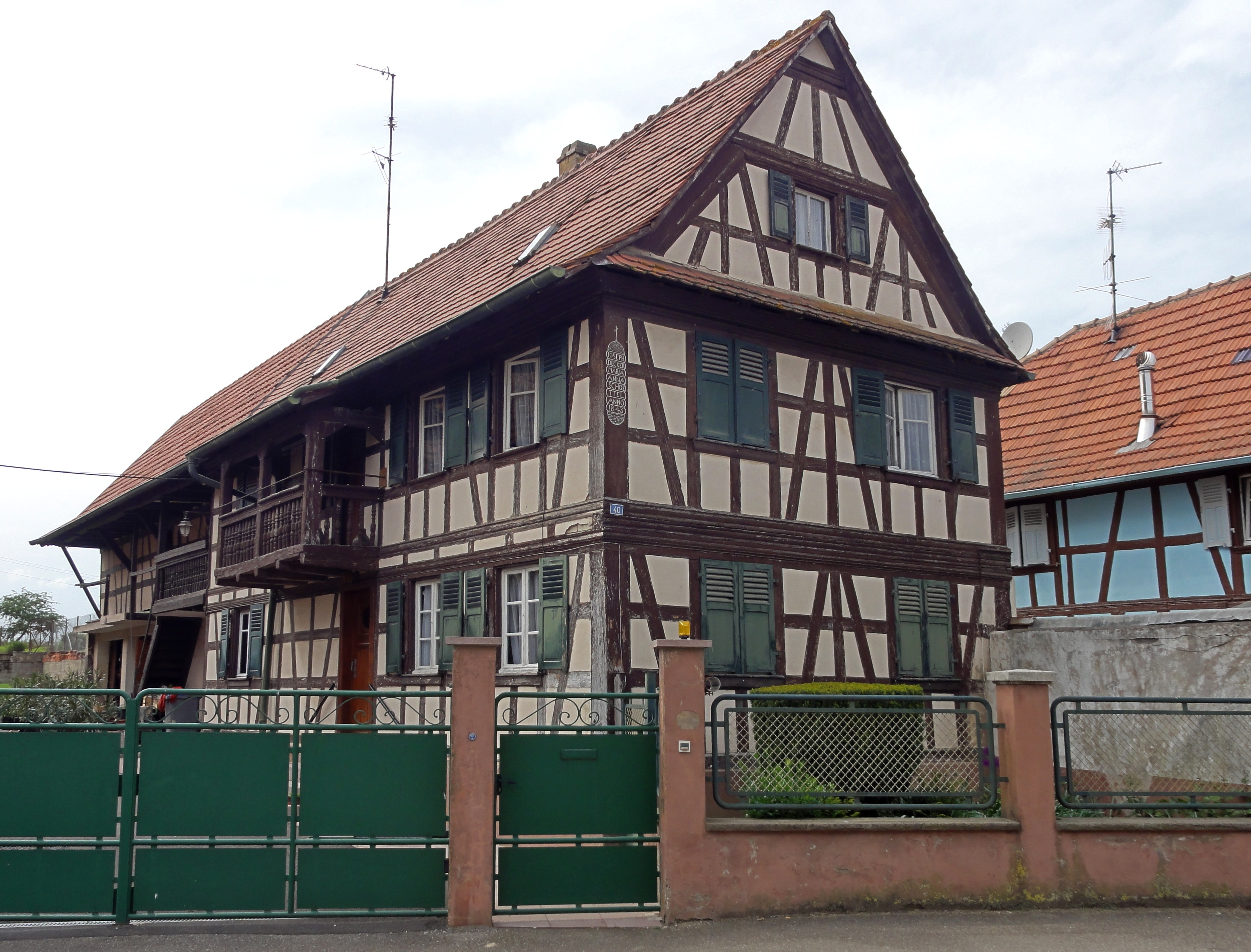
Фахверковый дом
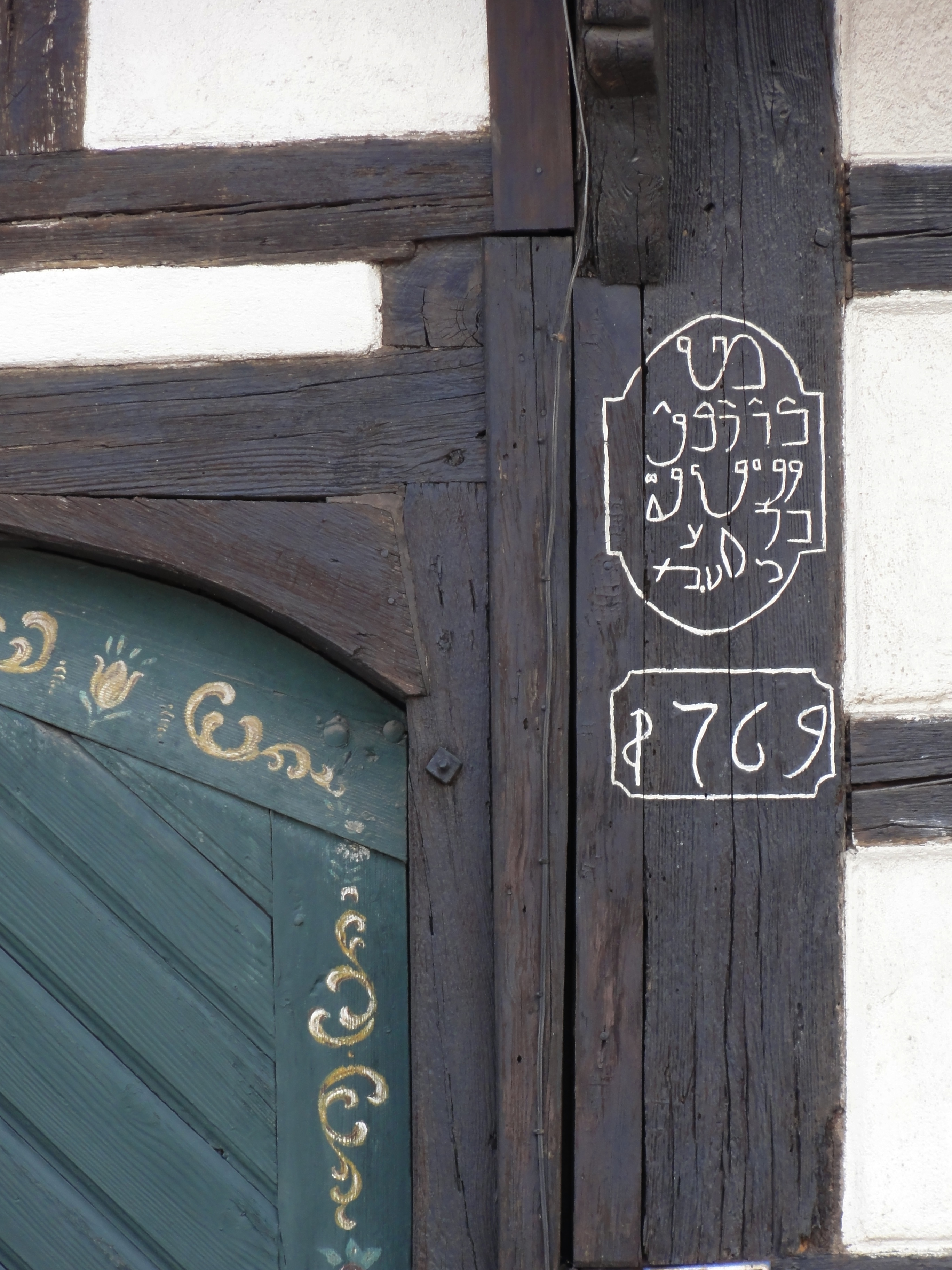
Надпись на иврите на воротах старой фермы
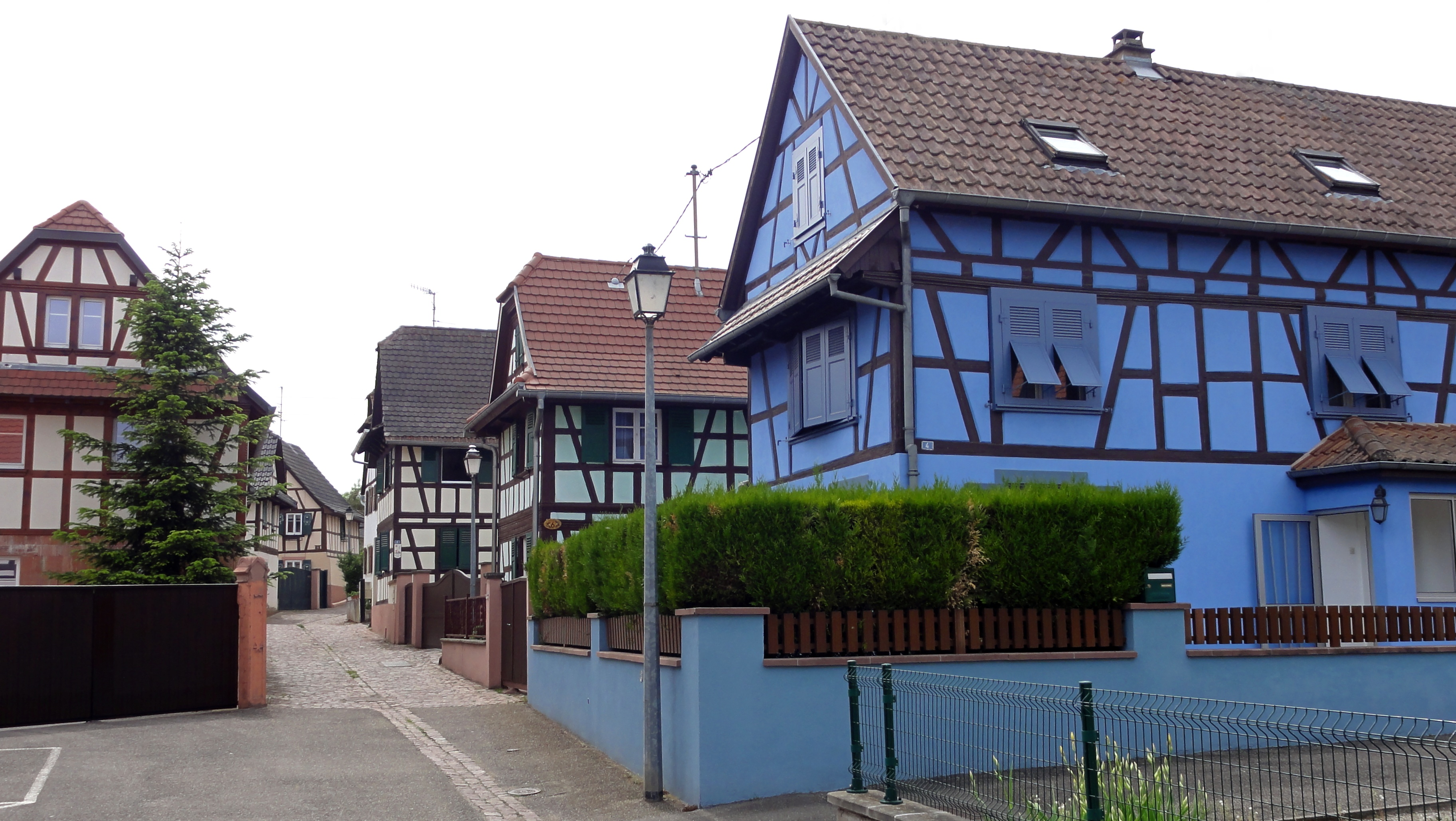
Фахверковый дом